# Сальников, Владимир Николаевич
Владимир Николаевич Сальников  (род. 15 апреля 1940 года, Кузодеево Кемеровской области) — доктор геолого-минералогических наук, профессор кафедры общей геологии и землеустройства Томского политехнического университета. Член-корреспондент Международной Академии Информатизации, академик Международной Академии энергоинформационных наук.

## Биография
Владимир Николаевич Сальников родился 15 апреля 1940 года в селе Кузодеево Кемеровской области. В 1957 году, после окончания школы № 54 города Кемерово, поступил учиться в Кемеровское техническое училище № 3. В 1959 году окончил училище и получил квалификацию автослесаря 6-го разряда. Работал в городском автохозяйстве. С августа 1959 года служил в армии. Служба проходила в г. Красноярске в танковом полку.
В 1962 году, после демобилизации поступил на геологоразведочный факультет Томского политехнического института. Практика проходила под руководством ректора Политехнического института профессора А. А. Воробьева на Алтае, измерял электромагнитное поле Земли на переменных аномалиях естественного поля. Результаты измерений показали аномальное значение интенсивности электромагнитных импульсов горных породах. Было установлено, что разряды в горных породах возникают в результате тектонических движений, сейсмических колебаний, камнепадов, при взрывных работах.
В 1967 году, после окончания института, Владимир Николаевич был распределен в Березовскую экспедицию в г. Новосибирск, однако там не было вакансий и Владимир Николаевич остался работать в институте на кафедре физики твердого тела, поступил в аспирантуру кафедры физики твердого тела электрофизического факультета Томского политехнического института. Тема его работы было «исследование электромагнитного излучения и аномальных изменений электропроводности, возникающих вследствие физико-химических процессов в минералах и горных породах при их нагревании». Его научными руководителями стали А. Ф. Коробейников и профессор А. А. Воробьев. В 1978 году защитил кандидатскую диссертацию.
Область научных интересов: импульсное электромагнитное излучение, электропроводность в горных породах, радиоизлучение диэлектриков и полупроводников во время их возбуждения, генетическая минералогия.
В 1985 году поступил в докторантуру института на кафедре минералогии и петрографии. В 1993 году был избран членом-корреспондентом Международной Академии информатизации по направлению естественных наук. В 1999 году Владимир Николаевич защитил докторскую диссертацию на тему: «Электрические и электромагнитные явления при нагревании минералов и горных пород». Получил ученую степень доктора геолого-минералогических наук, звание профессора.
C 2000 года Владимир Николаевич работает на кафедре Общей и исторической геологии омского политехнического университета. В настоящее время — профессор кафедры общей геологии и землеустройства. В университете читает лекции по курсу «Общая геология» и др.